# Mayiik Ayii Deng

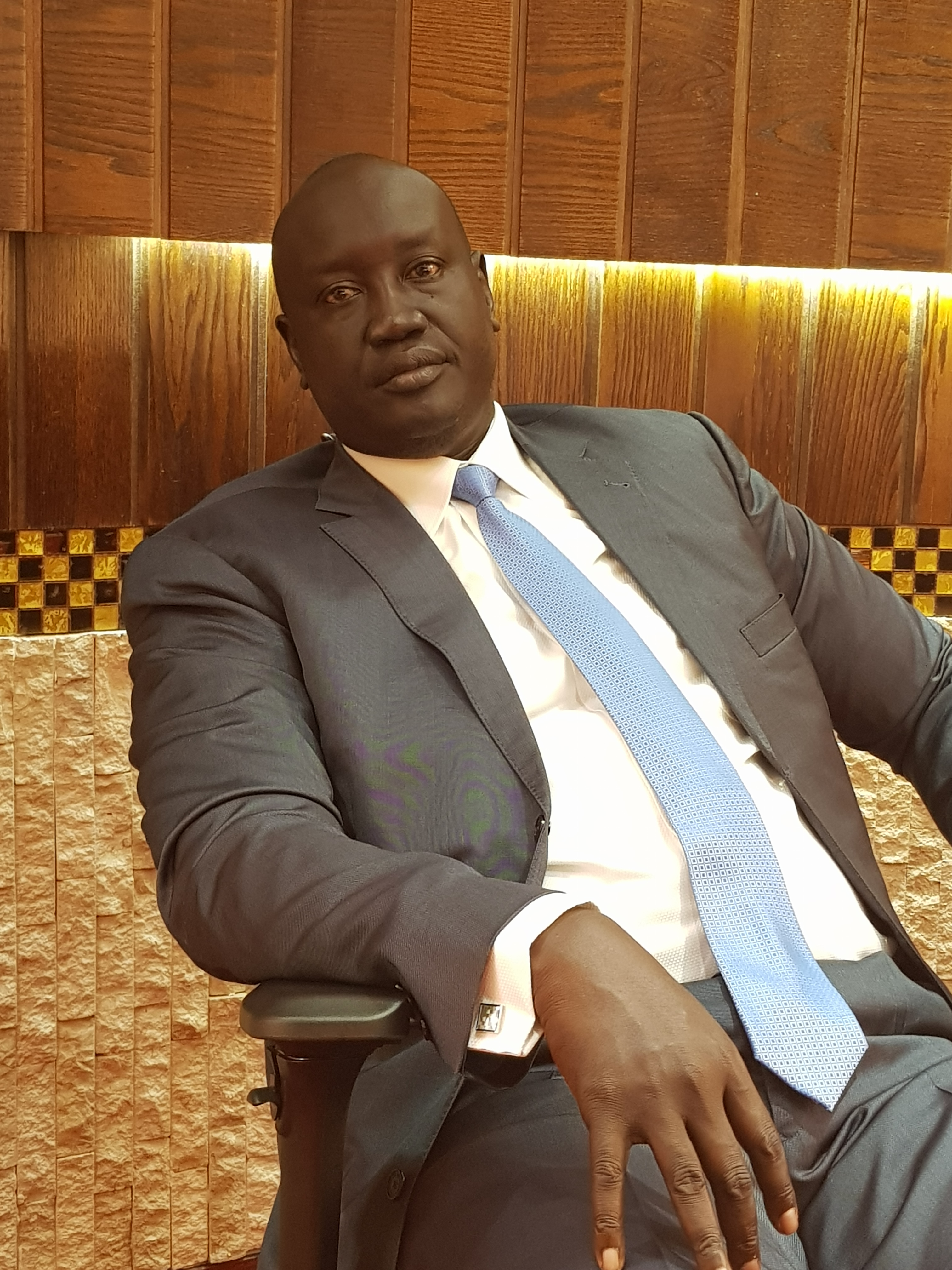
Mayiik Ayii Deng

Mayiik Ayii Deng ist ein südsudanesischer Politiker und ehemaliger Außenminister seines Landes.

## Leben

### Jugend und Ausbildung
Mayiik Ayii Deng war im Basketball erfolgreich. Er ging in den 1990ern in die Vereinigten Staaten mit dem US High School Basketball Scholarship Program,  wo er an der Winston-Salem State University, Winston-Salem, North Carolina, spielte und an zahlreichen überregionalen Spielen teilnahm. Er erhielt ein professionelles Training in International Relations und Diplomatie. Er erwarb Abschlüsse als Bachelor of Arts in Political Science und History des katholischen Loras College in Dubuque, Iowa. und Masters of Arts in Management (IP) an der Saint Mary’s University, Minneapolis, Minnesota.

### Karriere
Deng beteiligte sich seit 2011 in verschiedenen Funktionen am Friedensprozess im Südsudan. Er war 2014 auch Teil des SPLM Negotiating Team in Arusha, Tansania, bei den Verhandlungen zur Wiedervereinigung der Sudanesischen Volksbefreiungsbewegung (SPLM).
Deng war Parlamentsmitglied (MP) in der South Sudan Transitional National Legislative Assembly (TNLA) für den Wahlbezirk Tonj North in Warrap State auf der Liste der SPLM.
Am 29. April 2016 wurde er zum Minister in the Office of the President ernannt, nach der Unterzeichnung der Vereinbarung zur Resolution of Conflict in the Republic of South Sudan (ARCISS) und der Bildung der Übergangsregierung der Nationalen Einheit (TGoNU). Diese Position hatte er bis zur Ernennung als Minister of Presidential Affairs im März 2020 inne; aus diesem Ministeramt wurde er Juni 2020 entlassen. Er war von September 2021 bis März 2023 Minister of Foreign Affairs and International Cooperation (Außenminister). Seine Ernennung erfolgte durch Präsident Salva Kiir Mayardit nach der Entlassung von Beatrice Khamisa Wani. 2023 wurde er ohne Angabe von Gründen von Präsident Kiir entlassen.

## Galerie

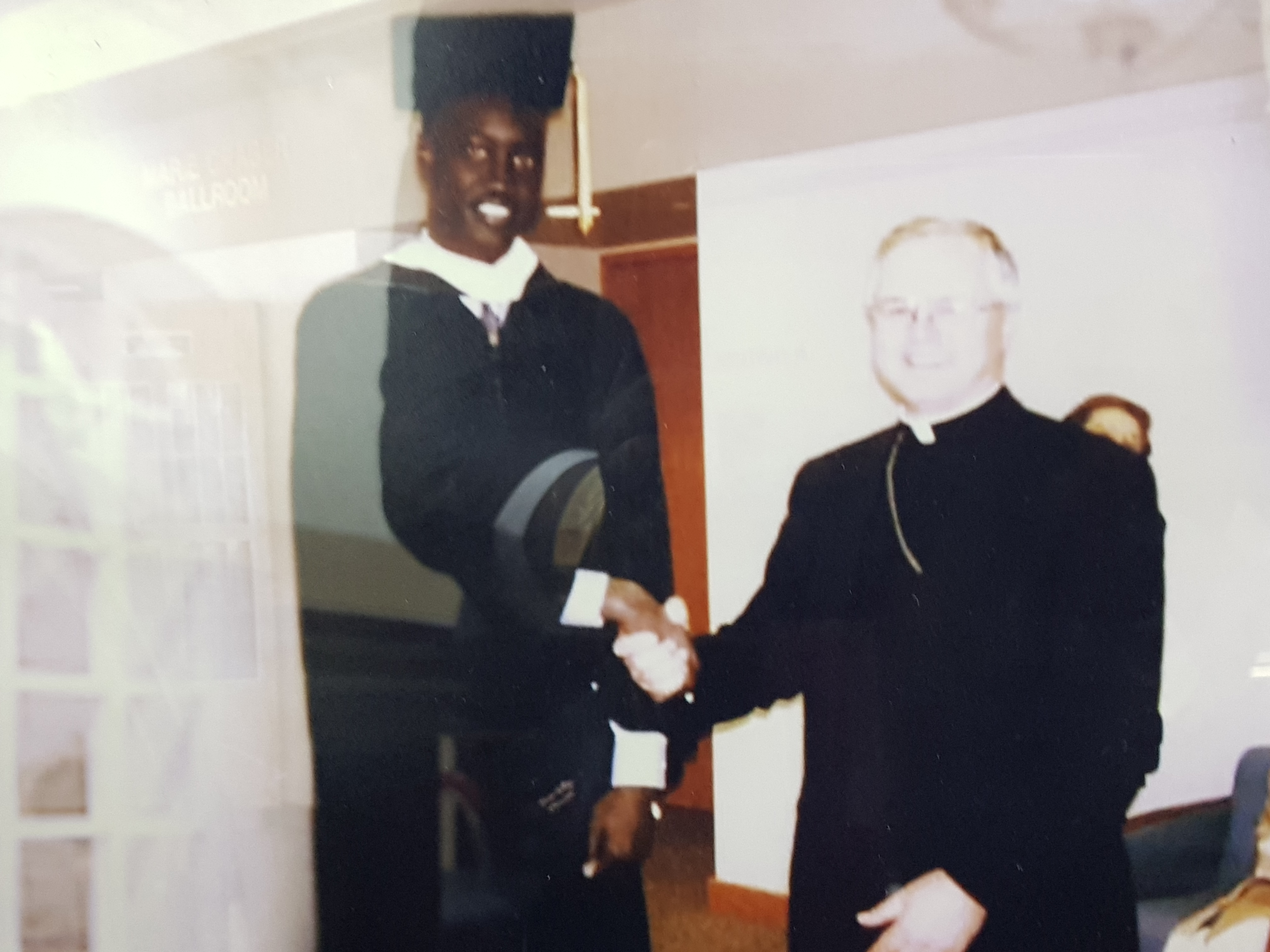
Graduationsfoto von Mayiik Ayii Deng, 2001
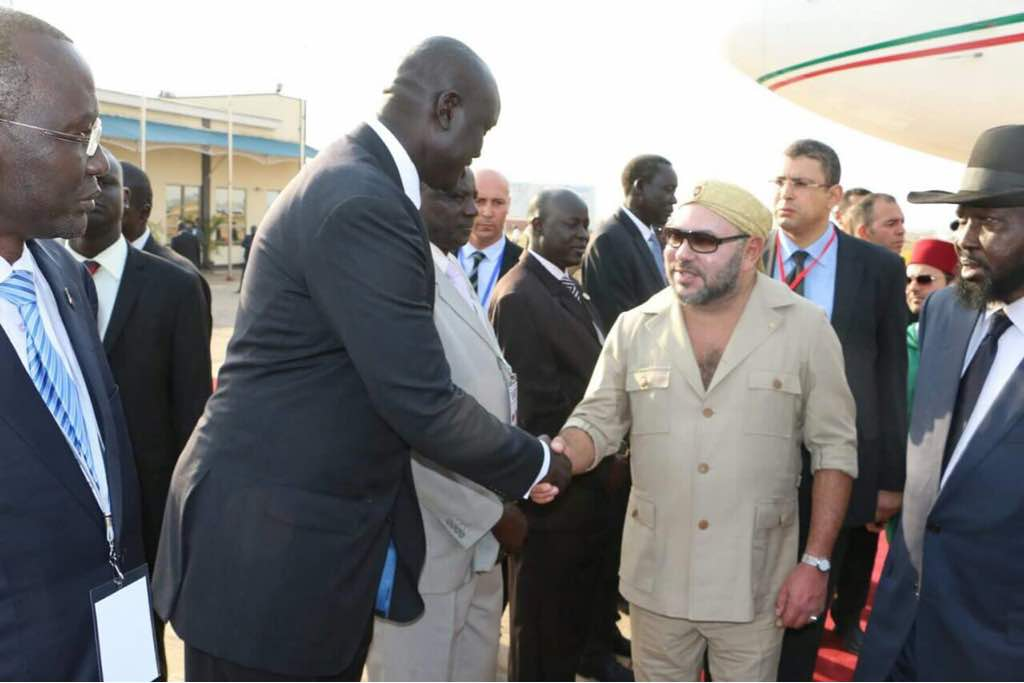
Deng mit König Mohamed VI. von Marokko
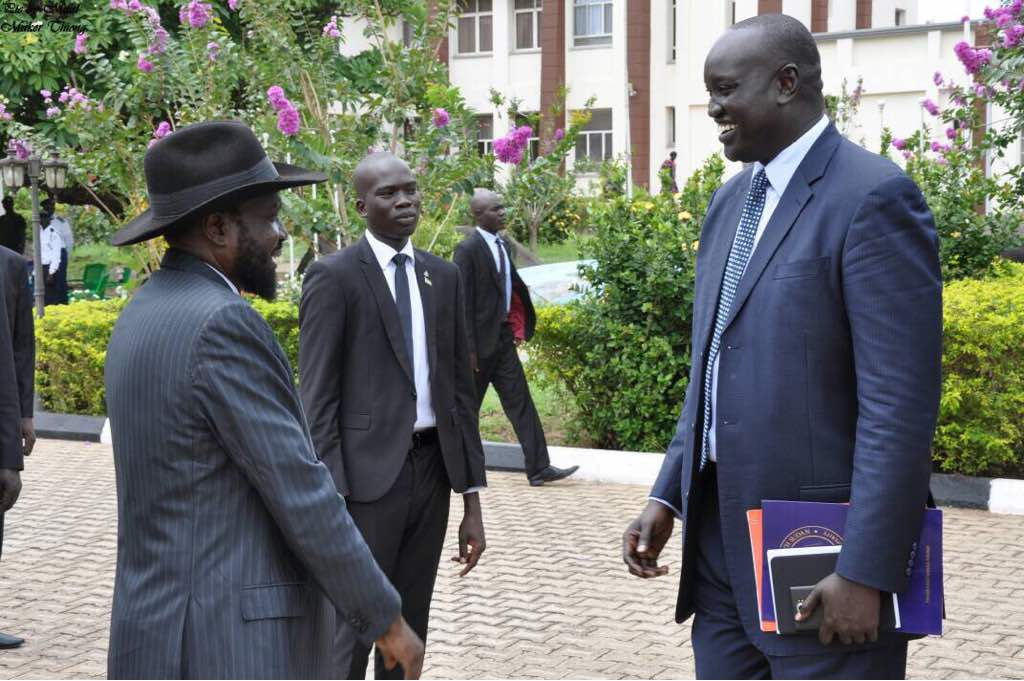
Deng mit Präsident Kiir
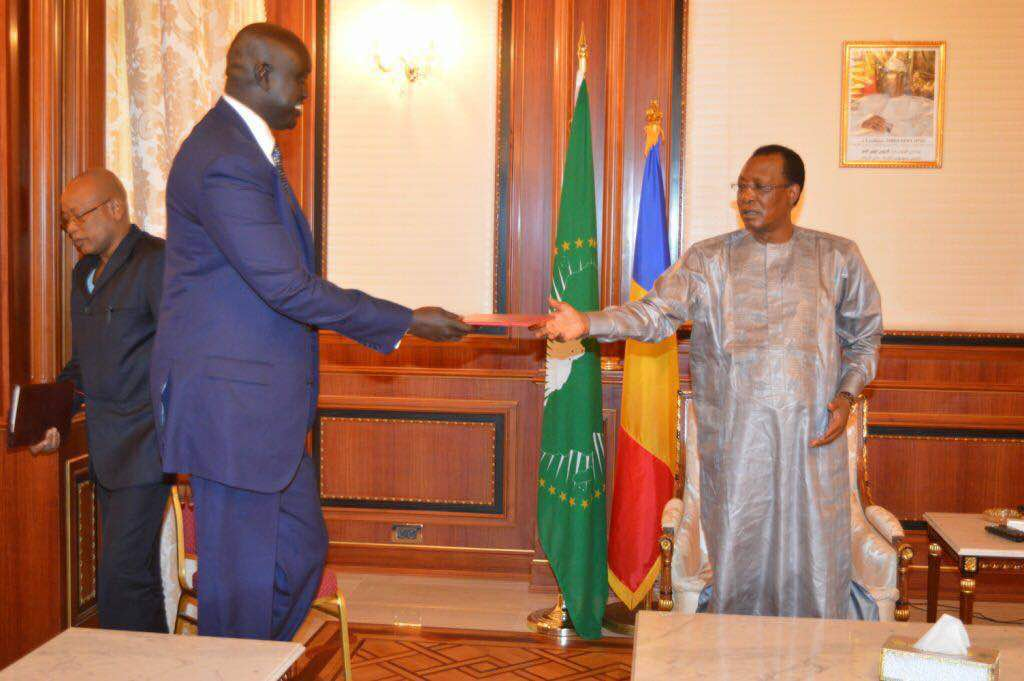
Deng mit Präsident Idriss Déby (Tschad)
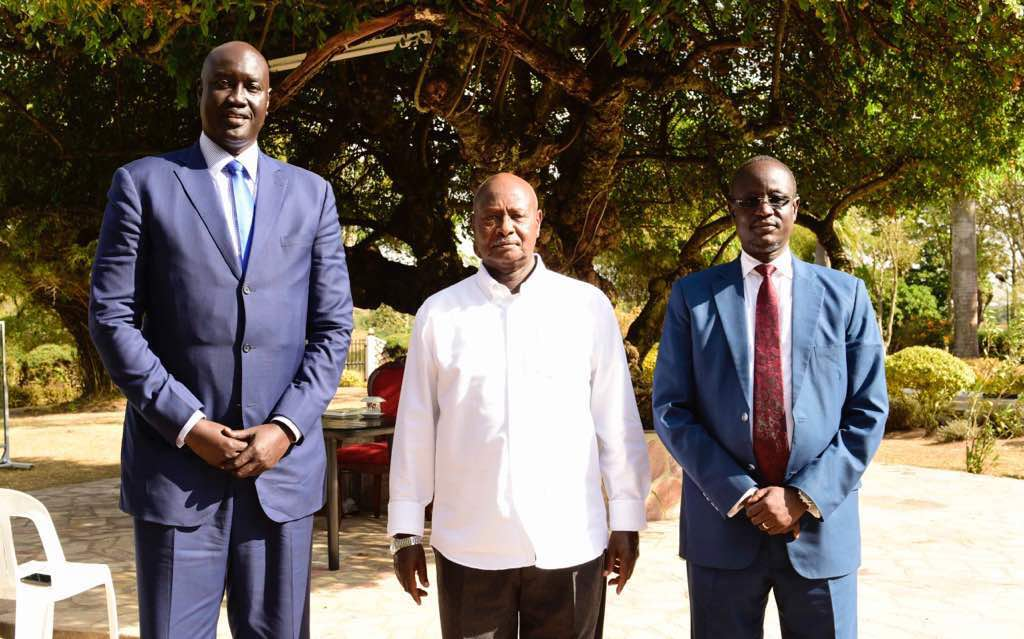
Deng mit Präsident Yoweri Museveni (Uganda)